# USS McDermut (DD-677)
USS McDermut (DD-677) là một tàu khu trục lớp Fletcher được Hải quân Hoa Kỳ chế tạo trong Chiến tranh Thế giới thứ hai. Nó là chiếc tàu chiến thứ hai của Hải quân Mỹ được đặt theo tên Thiếu tá Hải quân David A. McDermut (1820-1863), người tham gia cuộc Nội chiến Hoa Kỳ. Nó đã hoạt động cho đến hết Thế Chiến II, ngừng hoạt động một thời gian ngắn, rồi tiếp tục phục vụ trong Chiến tranh Triều Tiên và sau đó, cho đến khi ngừng hoạt động năm 1963 và bị tháo dỡ năm 1966. Nó được tặng thưởng mười Ngôi sao Chiến trận do thành tích phục vụ trong Thế Chiến II, và thêm năm Ngôi sao Chiến trận nữa trong Chiến tranh Triều Tiên.

## Thiết kế và chế tạo
McDermut được đặt lườn tại xưởng tàu của hãng Federal Shipbuilding and Drydock Company ở Kearny, New Jersey vào ngày 14 tháng 6 năm 1943. Nó được hạ thủy vào ngày 17 tháng 10 năm 1943; được đỡ đầu bởi bà Edith Bolling Wilson, vợ góa cố Tổng thống Woodrow Wilson. Con tàu nhập biên chế vào ngày 19 tháng 11 năm 1943 dưới quyền chỉ huy của Trung tá Hải quân P. L. Wirtz.

## Lịch sử hoạt động

### Thế Chiến II

#### 1944
McDermut khởi hành từ New York vào ngày 25 tháng 1 năm 1944 để phục vụ cùng Hạm đội Thái Bình Dương. Nó đi đến Kwajalein vào ngày 4 tháng 3 và ở lại đây cho đến ngày 20 tháng 3, khi nó đi đến Majuro để gia nhập Lực lượng Đặc nhiệm 58, lực lượng đặc nhiệm tàu sân bay nhanh dưới quyền Phó đô đốc Marc A. Mitscher trực thuộc Đệ Ngũ hạm đội. Con tàu lên đường cùng Đội đặc nhiệm 58.2 vào ngày 22 tháng 3, tham gia các cuộc không kích xuống Palau, Yap, Ulithi và Woleai trước khi quay trở về Majuro vào ngày 6 tháng 4. Nó sau đó được giao nhiệm vụ hộ tống vận tải, bảo vệ một đoàn tàu đi Trân Châu Cảng và quay trở lại Kwajalein vào ngày 31 tháng 5.
McDermut khởi hành cùng Đội đặc nhiệm 52.17 vào ngày 10 tháng 6 để tham gia Trận Saipan, làm nhiệm vụ bắn phá chuẩn bị. Nó được phân công hỗ trợ hỏa lực trong cuộc đổ bộ, và đã tuần tra ngoài khơi cảng Tanapag, tiêu diệt một xuồng cảm tử của Hải quân Nhật khi nó tìm cách phóng hỏa tàu bè tại đây. Sau ngày 17 tháng 6, nó tuần tra phòng không và chống tàu ngầm cho đến ngày 24 tháng 6, khi nó đi đến Eniwetok để gia nhập Lực lượng Đặc nhiệm 53, và cùng đơn vị này bắn phá bờ biển và hỗ trợ cho cuộc đổ bộ lên Guam. Con tàu quay trở lại khu vực Saipan-Tinian vào ngày 22 tháng 7 để tiếp nối nhiệm vụ bắn hỏa lực hỗ trợ cho lực lượng chiến đấu trên bờ.
McDermut được cho tách khỏi nhiệm vụ này, và cùng Đội đặc nhiệm 52.17 lên đường đi Guadalcanal vào ngày 4 tháng 8, nơi nó thực tập và tổng dượt đổ bộ nhằm chuẩn bị cho Trận Peleliu. Con tàu có mặt ngoài khơi Peleliu thuộc quần đảo Palau vào ngày 15 tháng 9, hỗ trợ cho cuộc đổ bộ của Sư đoàn 1 Thủy quân Lục chiến, rồi chuyển sang hỗ trợ cho cuộc tấn công lên Angaur vào ngày 17 tháng 9 của binh lính Lục quân. Nó rời khu vực quần đảo Palau vào ngày 21 tháng 8, tham gia việc chiếm đóng đảo san hô Ulithi trong vai trò tuần tra phòng không và chống tàu ngầm.
Được điều động sang trực thuộc Đệ Thất hạm đội, McDermut đi đến trình diện tại đảo Manus vào ngày 1 tháng 10, nơi lực lượng được tập trung nhằm chuẩn bị cho Trận Leyte. Hạm đội khởi hành từ cảng Seeadler vào ngày 11 tháng 10, và tiến vào vịnh Leyte vào sáng sớm ngày 20 tháng 10, nơi chiếc tàu khu trục bảo vệ cho các tàu vận chuyển khi chúng tiếp cận khu vực đổ bộ Dulag, đánh trả máy bay đối phương tấn công và giải cứu những phi công bị bắn rơi. Xế trưa hôm đó, nó gia nhập cùng các tàu khu trục McGowan (DD-678) và Melvin (DD-680) để tuần tra chống xuồng phóng lôi đối phương trong eo biển Surigao. Sau khi có báo cáo về việc di chuyển của hạm đội Nhật Bản để tăng cường sự đề kháng bằng các đợt không kích liên tục xuống tàu bè trong vịnh Leyte, có thêm hai tàu chiến thuộc Hải đội Khu trục 54, Remey (DD-688) và Monssen (DD-798), tham gia thành phần hộ tống bảo vệ.
Trong đêm 24 tháng 10, Chuẩn đô đốc Jesse B. Oldendorf bố trí lực lượng chủ yếu của mình phục kích chắn ngang lối ra vào phía Bắc của eo biển Surigao, nơi trở thành trận đối đầu giữa những hàng chiến trận cuối cùng trong lịch sử: Trận chiến eo biển Surigao. Hải đội Khu trục 54 được tách thành các nhóm hai bên sườn phải và trái để tấn công bằng ngư lôi vào hạm đội Nhật Bản di chuyển dọc theo eo biển. McDermut được phân sang đội phía Tây cùng Monssen tại vị trí gần bờ biển đảo Leyte; và sau nữa đêm đã nhận được báo cáo lực lượng đối phương đã đi vào eo biển. Đội phía Đông phóng ngư lôi vào đối thủ lúc 03 giờ 00, bắn ra tổng cộng 27 quả đạn chỉ trong vòng hai phút; rồi đến 03 giờ 10 phút đến lượt McDermut và Monssen tấn công. Các vụ nổ tại hàng chiến trận đối phương xảy ra lúc 03 giờ 20 phút, khi các quả ngư lôi của McDermut đã đánh trúng ba tàu khu trục Nhật Bản: Yamagumo bị đắm ngay lập tức, trong khi Michishio và Asagumo bị đánh hỏng và trôi nổi trên biển, với Asagumo bị mất phần mũi tàu.
Sau khi phóng ngư lôi, các tàu khu trục rút lui về phía Bắc theo kế hoạch, dọc theo bờ biển các đảo Leyte và Dinagat để tránh hỏa lực từ các Đội khu trục 24 và 56 cũng như của hàng chiến trận. Trong tổng số 47 quả ngư lôi được phóng ra, họ ghi được năm phát bắn trúng và đánh chìm ba tàu chiến đối phương. Sang chiều tối ngày hôm sau, McDermut khởi hành đi Hollandia, New Guinea, đến nơi vào ngày 30 tháng 10. Trong tháng 11, nó hộ tống các đoàn tàu vận tải đi đến Leyte, và sang tháng 12 đã hướng sang biển Sulu hỗ trợ cho cuộc tấn công ban đầu lên Mindoro vào ngày 15 tháng 12. Đến ngày 26 tháng 12, nó quay trở lại vịnh Leyte để tuần tra lối ra vào vịnh San Pedro.

#### 1945
Vào ngày 11 tháng 1 năm 1945, McDermut đi đến vịnh Lingayen để làm nhiệm vụ bắn phá bờ biển cùng lực lượng tăng cường tham gia Trận Luzon. Nó lên đường vào ngày 15 tháng 1, đi đến Ulithi tám ngày sau đó, và trải qua hai tháng tiếp theo được đại tu.
McDernut gia nhập trở lại cùng các tàu sân bay nhanh vào ngày 3 tháng 4, khi lực lượng này hỗ trợ cho Trận Okinawa. Trong thành phần hộ tống cho Đội đặc nhiệm 58.4, nó tham gia các cuộc không kích xuống cơ sở đối phương, tàu bè và điểm tập trung quân tại quần đảo Ryūkyū và Kyūshū. Đến ngày 1 tháng 7, các tàu sân bay lại không kích xuống khu vực phía Bắc các đảo chính quốc Nhật Bản. Vào ngày 7 tháng 7, chiếc tàu khu trục được phái đi ngăn chặn chiếc tàu bệnh viện Nhật Bản Takasago Maru, chuyển hướng nó khỏi hướng đi vào khu vực tiếp nhiên liệu của đội đặc nhiệm. Sau khi phát hiện mục tiêu vào sáng ngày 8 tháng 7, một đội đổ bộ của McDermut được phái sang khám xét Takasago Maru, mang theo thông điệp đảm bảo an toàn cho nó nếu hạm trưởng và thủy thủ đoàn tuân thủ luật quốc tế và đi theo hướng được chỉ dẫn. Lực lượng Đặc nhiệm 38 hoàn tất việc tiếp nhiên liệu vào ngày 10 tháng 7, và lên đường tiến hành không kích xuống khu công nghiệp chung quanh Tokyo. McDermut trả tự do cho tàu bệnh viện đối phương rồi gia nhập trở lại Đội đặc nhiệm cho các hoạt động không kích tiếp theo xuống Honshū, Hokkaidō và quần đảo Kuril.
McDermut được cho tách khỏi lực lượng đặc nhiệm tàu sân bay vào ngày 12 tháng 8, được lệnh quay trở về vùng bờ Tây Hoa Kỳ ngang qua Adak, Alaska để đại tu. Tuy nhiên, sau khi có tin tức về việc Nhật Bản đầu hàng vào ngày 14 tháng 8, nó được lệnh quay trở lại vùng biển Nhật Bản, tham gia cùng Lực lượng Đặc nhiệm 92 để làm nhiệm vụ chiếm đóng khu vực Căn cứ Hải quân Ōminato. Nó rời Nhật Bản hai tháng sau đó để quay trở về San Francisco, California, đến nơi vào tháng 11, và tiếp tục ở lại vùng bờ Tây cho đến khi được xuất biên chế và đưa về lực lượng dự bị vào ngày 15 tháng 1 năm 1947.

### 1950 – 1963
Sau khi Chiến tranh Triều Tiên nổ ra tại Viễn Đông làm gia tăng nhu cầu phải tăng cường thêm tàu chiến cho hạm đội, McDermut được cho nhập biên chế trở lại tại Long Beach, California vào ngày 29 tháng 12 năm 1950. Nó đi đến Yokosuka vào ngày 6 tháng 6 năm 1951, và đến ngày 13 tháng 6 đã gặp gỡ Lực lượng Đặc nhiệm 77 để hoạt động dọc theo bờ biển phía Đông bán đảo Triều Tiên. Sang tháng 8, con tàu thực hành chống tàu ngầm ngoài khơi bờ biển Nhật Bản, trước khi quay trở lại cùng Lực lượng Đặc nhiệm 77 vào ngày 30 tháng 8. Từ ngày 21 tháng 9 đến ngày 4 tháng 10, nó tham gia bắn phá Wonsan, rồi đi về phía Nam làm nhiệm vụ cùng Đội đặc nhiệm 96.7 ngoài khơi Okinawa. Chiếc tàu khu trục gia nhập trở lại cùng Lực lượng Đặc nhiệm 77 vào ngày 3 tháng 11, làm nhiệm vụ tác chiến ngoài khơi bờ biển Triều Tiên trong một tháng tiếp theo trước khi lên đường quay trở về Hoa Kỳ vào ngày 7 tháng 12.
McDermut lại tham gia cùng lực lượng hải quân Liên Hợp Quốc ngoài khơi bờ biển Triều Tiên vào ngày 12 tháng 8 năm 1952, gia nhập đội bắn phá tại khu vực Wonsan-Songjin-Yang-do vào ngày 13 tháng 8. Đến giữa tháng 9, nó đi sang Nhật Bản làm nhiệm vụ hộ tống và canh phòng máy bay cho các tàu sân bay đang thực hành huấn luyện, rồi làm nhiệm vụ tuần tra tại eo biển Đài Loan. Chiếc tàu khu trục quay trở lại khu vực bờ biển phía Đông Triều Tiên vào ngày 26 tháng 12, làm nhiệm vụ hộ tống cho Lực lượng Đặc nhiệm 77. Nó lên đường quay trở về San Diego vào ngày 29 tháng 1 năm 1953, về đến nơi vào ngày 16 tháng 2.
Trong mười năm tiếp theo, McDermut duy trì một thời biểu luân phiên sáu tháng hoạt động tại vùng bờ Tây Hoa Kỳ với những lượt bố trí sang khu vực Tây Thái Bình Dương. Trong giai đoạn 1954-1955, nó cùng Đệ Thất hạm đội thường trực tại eo biển Đài Loan khi lực lượng Cộng sản Trung Quốc tấn công đẩy lui lực lượng Quốc dân Đảng khỏi quần đảo Đại Trần, Chiết Giang.
Vào năm 1963, McDermut ở lại vùng bờ Tây, tiến hành những hoạt động tại chỗ cho đến khi được cho xuất biên chế tại San Diego vào ngày 16 tháng 12. Nó tiếp tục neo đậu tại San Diego trong thành phần Hạm đội Dự bị Thái Bình Dương, cho đến khi bị rút khỏi danh sách Đăng bạ Hải quân vào ngày 1 tháng 4 năm 1965. Lườn tàu được bán cho hãng National Metal and Steel Corporation tại Terminal Island, Los Angeles, California vào ngày 4 tháng 1 năm 1966, và nó được kéo đi tháo dỡ vào tháng 2 năm 1966.

## Phần thưởng
McDermut được tặng thưởng mười Ngôi sao Chiến trận do thành tích phục vụ trong Thế Chiến II, và thêm năm Ngôi sao Chiến trận trong Chiến tranh Triều Tiên.